# Sori (Benin)
Sori è un arrondissement del Benin situato nella città di Gogounou con 25 856 abitanti (dato 2006).